# Til It Happens to You
"Til It Happens to You" é uma canção produzida e performada pela cantora estadunidense Lady Gaga. Ela co-escreveu a canção com Diane Warren para o documentário The Hunting Ground, o qual tematiza abusos sexuais em escolas dos Estados Unidos. Foi vazada uma versão não oficial da canção feita durante a estréia do filme no Festival Sundance de Cinema de 2015. Mais tarde, foi lançada pela Interscope Records para os varejistas digitais em 18 de Setembro de 2015. O diretor e produtor do filme estava procurando alguém influente para escrever uma canção para ele, e o supervisor de música Bonnie Greenberg contactou Warren que estava interessado. Ela escreveu a música com Gaga e o produtor Nile Rodgers os acompanhou durante a gravação, fornecendo suas sugestões.
Trata-se de uma canção universal sobre qualquer tipo de perda na vida, "Til It Happens to You" foi colocada durante duas sequências no filme, destacando a dor da agressão sexual. A canção consiste em uma produção orquestral com cordas e uma entrega vocal emocional de Gaga. Liricamente ele pede aos ouvintes para ficar na posição da vítima e tentar entender a turbulência que atravessam. "Til It Happens to You" mais tarde foi incluído como parte de um vídeo de anúncio de serviço público dirigido por Catherine Hardwicke. O vídeo mostra vários casos de violência contra as mulheres e agressões sexuais. Ele termina com uma nota de advertência sobre os efeitos de tal angústia e indivíduos encontrando consolo com seus amigos e parentes próximos.
A música e o vídeo obtiveram resposta crítica positiva. O críticos elogiaram a entrega vocal de Gaga, a tonalidade simpática das letras em que se referem ao assunto, bem como as representações realistas das agressões sexuais no clipe, e também a direção de Hardwicke. Uma parte dos rendimentos obtidos através das vendas varejistas foi doado a organizações de apoio às vítimas de agressão sexual. Comercialmente, a canção alcançou as trinta primeiras posições na Finlândia, Grécia e Espanha, e chegou ao número 95 na Billboard Hot 100 nos Estados Unidos, em março de 2016. "Til It Happens to You" foi indicada a Melhor Canção Composta para Mídia Visual no Grammy Awards de 2016 e Melhor Canção original no Oscar 2016, mas perdeu em ambas categorias.

## Antecedentes e lançamento
"Til It Happens to You" foi escrita por Diane Warren e Lady Gaga, e gravada por esta última para o The Hunting Ground (2015), um documentário sobre estupros nos campus dos Estados Unidos. O diretor Kirby Dick e o produtor Amy Ziering queriam alguém com "grande" influência para gravar uma música para o filme, acreditando que iria gerar publicidade e promover o assunto. Eles contactaram o produtor executivo Paul Blavin, explicando a sua ideia e acrescentou que eles não tinham os recursos para encontrar alguém. Blavin começou a procurar e se reuniu com o supervisor de música Bonnie Greenberg, que o apresentou a Warren. Warren foi movido pela ideia dizendo: "Eu não posso não escrever uma canção para você. E não apenas não posso deixar de escrever uma canção para este filme, como vou presenteá-la para você". Ela escreveu a canção depois de ver cenas do filme quase um ano antes do lançamento da faixa.

## Desempenho nas tabelas musicais

### Posições
| Tabela musical (2015–16)                       | Melhor posição |
| ---------------------------------------------- | -------------- |
| Canadá (Canadian Hot 100)                      | 46             |
| Estados Unidos (Billboard Hot 100)             | 95             |
| Estados Unidos (Dance Club Songs)              | 1              |
| Estados Unidos (Hot Adult Contemporary Tracks) | 19             |